# Капкан Брокау
«Капкан Брокау» (англ. Brokaw hazard) — игнорирование индивидуальных речевых и поведенческих особенностей человека при определении степени его правдивости. Понятие ввёл в 1985 году психолог Пол Экман в своей книге «Психология лжи», отталкиваясь от рассуждений известного американского журналиста, мастера телеинтервью Тома Брокау о том, как тот определяет неискренность собеседника:

любые проявления, в большинстве случаев явно указывающие на обман, для некоторых людей могут оказаться лишь частью их обычного поведения. Возможность неправильной оценки таких людей я буду называть капканом Брокау. Верификатор всегда может попасть в этот капкан, особенно если незнаком с подозреваемым и не знает его типичного поведения.